# Sarıyer Belediyesi Spor Kulübü 2013-2014
Questa voce raccoglie le informazioni riguardanti il Sarıyer Belediyesi Spor Kulübü nella stagione 2013-2014.

## Organigramma societario
Area direttiva
- Presidente: Ali Ergenç

Area tecnica
- Allenatore: Gökhan Edman
- Secondo allenatore: Erdim Berber

## Rosa
| N° | Nome            | Ruolo | Data di nascita   | Nazionalità sportiva |
| -- | --------------- | ----- | ----------------- | -------------------- |
| 1  | Damla Çakıroğlu | S     | 22 giugno 1994    | Turchia              |
| 2  | Melis Durul     | O     | 21 gennaio 1993   | Turchia              |
| 3  | Emel Çelikpazı  | C     | 6 gennaio 1983    | Turchia              |
| 4  | Betül Vural     | L     | 25 novembre 1994  | Turchia              |
| 6  | Ceylan Arısan   | C     | 1º gennaio 1994   | Turchia              |
| 7  | Aslıhan Köyel   | L     | 6 gennaio 1981    | Turchia              |
| 8  | Cansu Çetin     | S     | 23 maggio 1993    | Turchia              |
| 9  | Inna Molodtsova | C     | 8 maggio 1986     | Ucraina              |
| 10 | Serpil Ersarı   | L     | 28 febbraio 1990  | Turchia              |
| 13 | Maria Voitenko  | S     | 19 febbraio 1992  | Ucraina              |
| 14 | Gözde Yılmaz    | S     | 9 settembre 1991  | Turchia              |
| 15 | Dar'ja Chmil    | P     | 13 settembre 1983 | Ucraina              |
| 16 | İkbal Albayrak  | C     | 15 ottobre 1991   | Turchia              |
| 17 | Ezgi Dilik      | P     | 12 giugno 1995    | Turchia              |

## Statistiche

### Statistiche di squadra
| Competizione     | Punti | In casa | In casa | In casa | In trasferta | In trasferta | In trasferta | Totale | Totale | Totale |
| Competizione     | Punti | G       | V       | P       | G            | V            | P            | G      | V      | P      |
| ---------------- | ----- | ------- | ------- | ------- | ------------ | ------------ | ------------ | ------ | ------ | ------ |
| Voleybol 1. Ligi | 36,3  | 11      | 3       | 8       | 11           | 5            | 6            | 28     | 13     | 15     |
| Totale           | -     | 11      | 3       | 8       | 11           | 5            | 6            | 28     | 13     | 15     |

G = partite giocate; V = partite vinte; P = partite perse

### Statistiche dei giocatori
| Giocatore     | Voleybol 1. Ligi | Voleybol 1. Ligi | Voleybol 1. Ligi | Voleybol 1. Ligi | Voleybol 1. Ligi | Totale | Totale | Totale | Totale | Totale |
| Giocatore     | P                | PT               | AV               | MV               | BV               | P      | PT     | AV     | MV     | BV     |
| ------------- | ---------------- | ---------------- | ---------------- | ---------------- | ---------------- | ------ | ------ | ------ | ------ | ------ |
| İ. Albayrak   | 0                | 0                | 0                | 0                | 0                | 0      | 0      | 0      | 0      | 0      |
| C. Arısan     | 26               | 195              | 136              | 42               | 17               | 26     | 195    | 136    | 42     | 17     |
| D. Çakıroğlu  | 19               | 101              | 82               | 11               | 8                | 19     | 101    | 82     | 11     | 8      |
| E. Çelikpazı  | 21               | 66               | 41               | 19               | 6                | 21     | 66     | 41     | 19     | 6      |
| C. Çetin      | 26               | 234              | 186              | 25               | 23               | 26     | 234    | 186    | 25     | 23     |
| D. Chmil      | 19               | 51               | 28               | 14               | 9                | 19     | 51     | 28     | 14     | 9      |
| E. Dilik      | 27               | 60               | 30               | 11               | 19               | 27     | 60     | 30     | 11     | 19     |
| M. Durul      | 27               | 260              | 212              | 32               | 16               | 27     | 260    | 212    | 32     | 16     |
| S. Ersarı     | 28               | 0                | 0                | 0                | 0                | 28     | 0      | 0      | 0      | 0      |
| A. Köyel      | 26               | 0                | 0                | 0                | 0                | 26     | 0      | 0      | 0      | 0      |
| I. Molodtsova | 28               | 243              | 174              | 49               | 20               | 28     | 243    | 174    | 49     | 20     |
| M. Voitenko   | -                | -                | -                | -                | -                | -      | -      | -      | -      | -      |
| B. Vural      | 20               | 0                | 0                | 0                | 0                | 20     | 0      | 0      | 0      | 0      |
| G. Yılmaz     | 28               | 450              | 373              | 41               | 36               | 28     | 450    | 373    | 41     | 36     |

P = presenze; PT = punti totali; AV = attacchi vincenti; MV = muri vincenti; BV = battute vincenti